# Saint-Aignan (Morbihan)
Saint-Aignan is een dorp en gemeente in Frankrijk, in Bretagne.
In het museum van de elektriciteit is te zien hoe de elektriciteitscentrale van Guerlédan op waterkracht werkt.

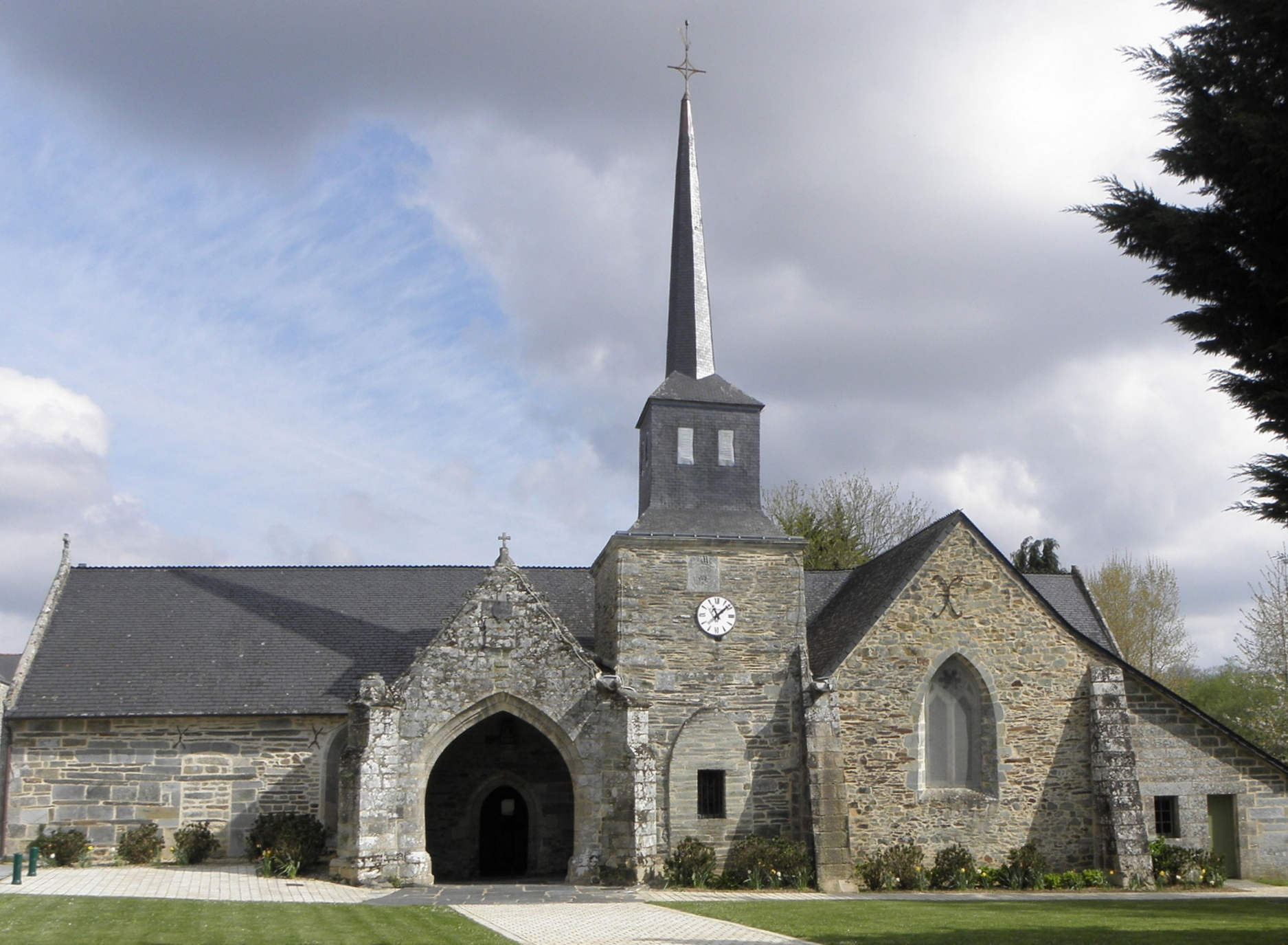
Kerk van Saint-Aignan
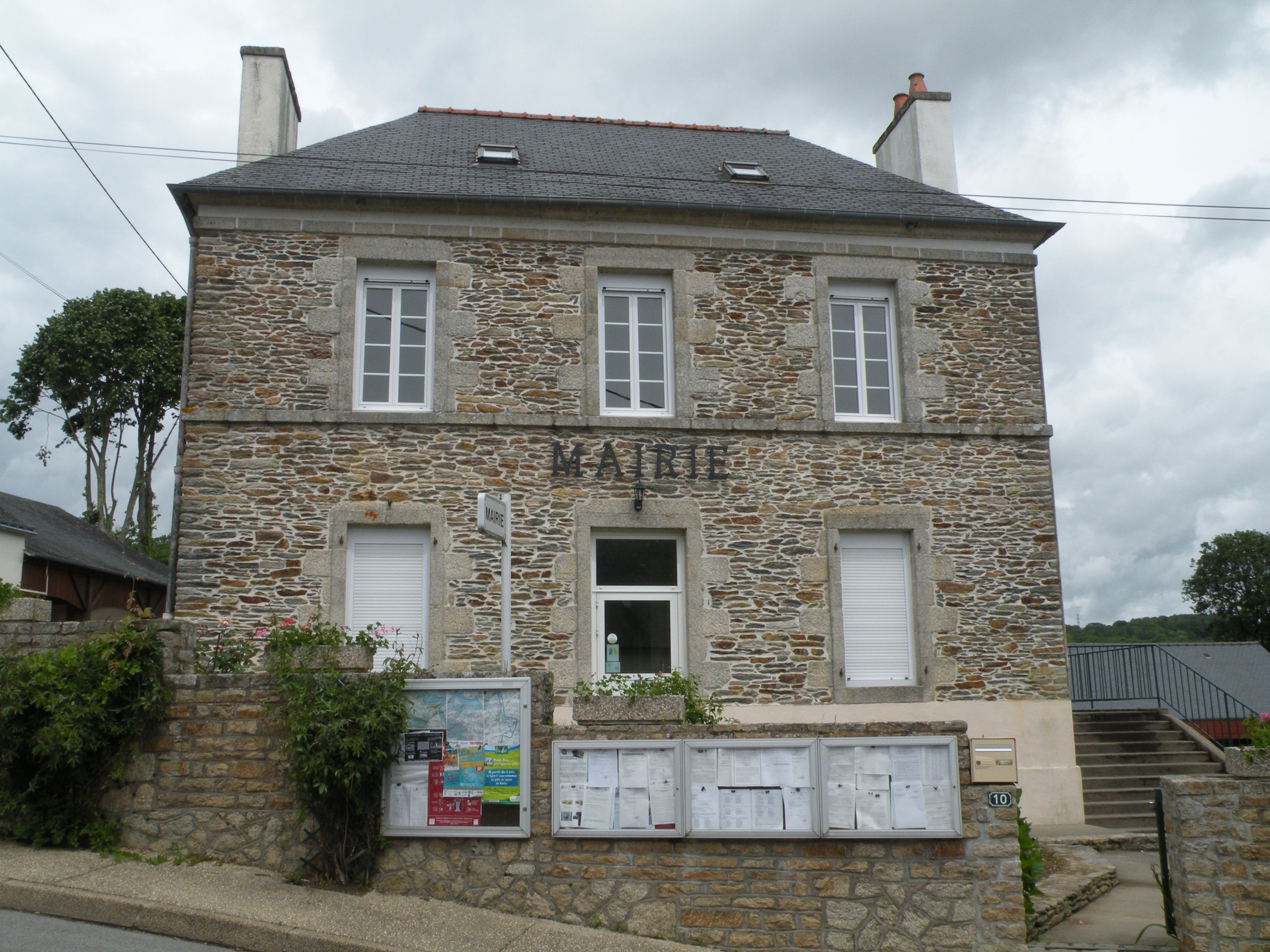
Gemeentehuis
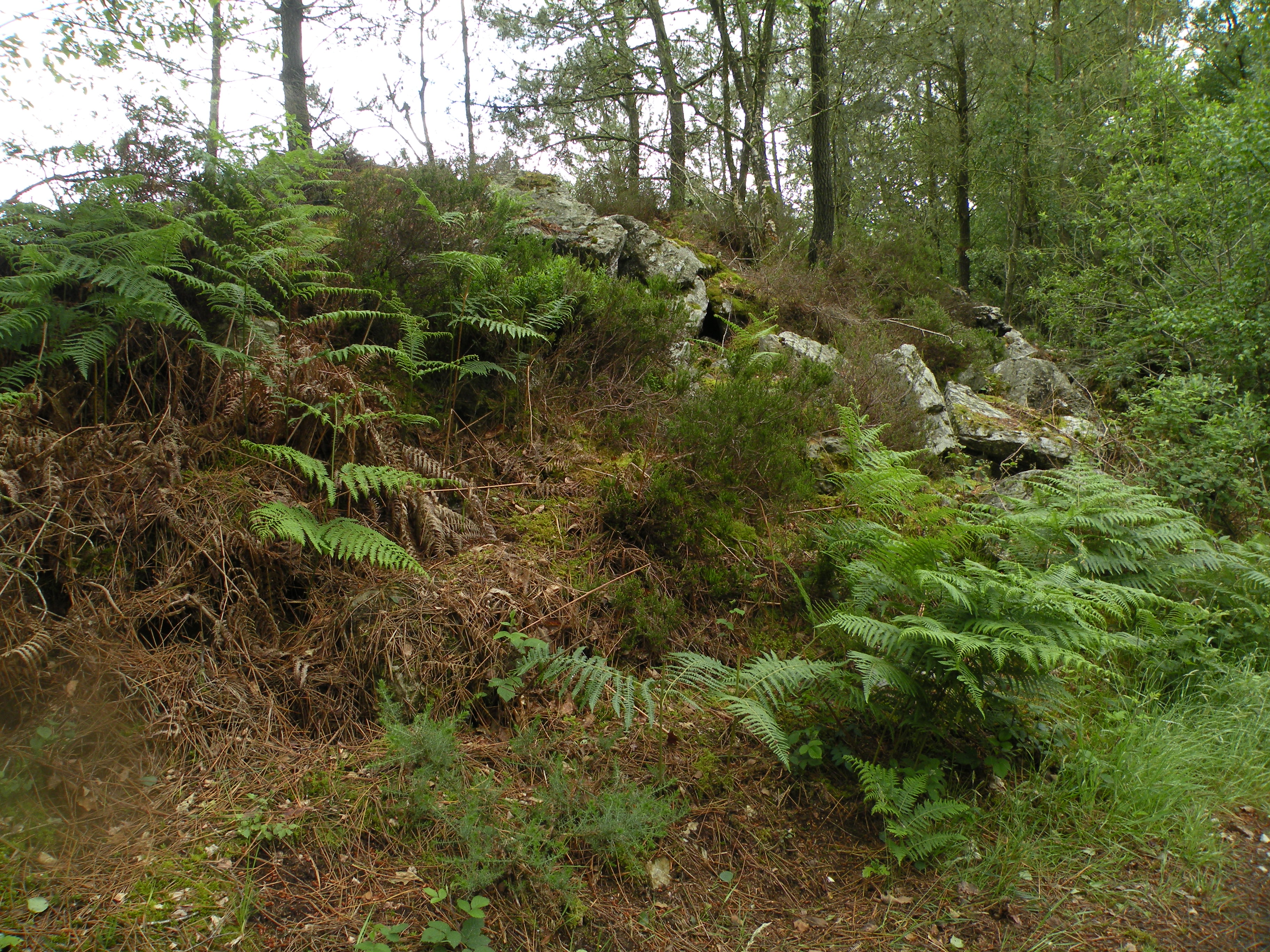
Castel Finans

## Geografie
De onderstaande kaart toont de ligging van Saint-Aignan (Morbihan) met de belangrijkste infrastructuur en aangrenzende gemeenten.

## Demografie
Onderstaande figuur toont het verloop van het inwonertal, bron: INSEE-tellingen. 

1. ↑  Populations de référence 2022.